# Dancing Crazy
«Dancing Crazy» —en español «Baile Loco»— es una canción pop y el primer sencillo de High Maintenance, tercer EP de la actriz y cantante Miranda Cosgrove, escrita por Avril Lavigne, Max Martin y Shellback. El tour de Miranda, Dancing Crazy Tour fue nombrado después de que el sencillo fuera grabado.

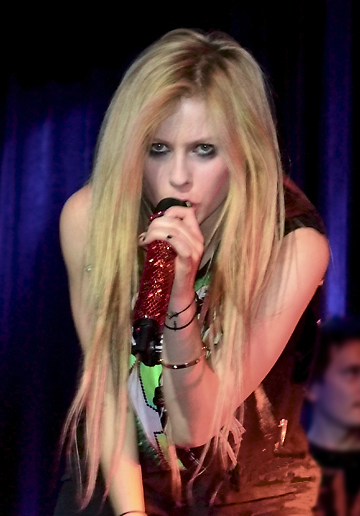
"Dancing Crazy" fue comparada con 'What the Hell sería su lado B, de Avril Lavigne.

## Video musical
El video musical fue estrenado el domingo 13 de febrero por Nickelodeon.
El video se trata de una fiesta improvisada que tiene Miranda en un estadio de noche, junto con sus amigos. Buena música y baile se muestran en un video lleno de energía.

## Historial de lanzamientos
| País           | Fecha                   | Formato |
| -------------- | ----------------------- | ------- |
| Estados Unidos | 21 de diciembre de 2010 | Digital |

## Posicionamiento
| Listas (2011)                | Posiciones |
| ---------------------------- | ---------- |
| Slovakia (IFPI)              | 77         |
| US Billboard Pop Songs       | 36         |
| US Billboard Top Heatseekers | 20         |
| US Billboard Hot 100 Airplay | 49         |
| US Billboard Hot 100         | 100        |
| US Yahoo Video               | 7          |